# Racosperma daviesii
Racosperma daviesii är en ärtväxtart som först beskrevs av Bartolome, och fick sitt nu gällande namn av Leslie Pedley. Racosperma daviesii ingår i släktet Racosperma och familjen ärtväxter. Inga underarter finns listade i Catalogue of Life.